# Cien mil vueltas
Cien mil vueltas es el sexto álbum de estudio del grupo español Gabinete Caligari, que fue editado en 1991. A diferencias de sus anteriores trabajos, éste es de estilo rock británico.

## Publicación
Con el éxito de su anterior trabajo, Privado (1989), todavía caliente, la banda vuelve a los estudios para grabar Cien mil vueltas. Lo hacen en Londres, de la mano del experimentado productor Phil Manzanera, y aunque el disco es bien recibido por la crítica, las ventas y la repercusión mediática es menor que en sus anteriores trabajos. Con la etiqueta de 'rock torero', el grupo es considerado un producto nacional superviviente de la edad dorada del pop español, cada vez menos atractivo para el nuevo público de los 90, que presta más atención a la música foránea y a las nuevas tendencias dentro del panorama independiente que comienza a surgir en España.

## Canciones
1. Viaje Al Averno (2.48)
2. Como Un Animal (4.00)
3. Cien Mil Vueltas (3.40)
4. Que Vida Tan Divertida (3.32)
5. Al Final De Todo (3.22)
6. Lo Mejor De Ti (2.34)
7. Queridos Camaradas (3.59)
8. Balada Del Señor Dudas (2.55)
9. El Extranjero (3.02)
10. Doce Más Uno (2.51)